# Michael Reicherts

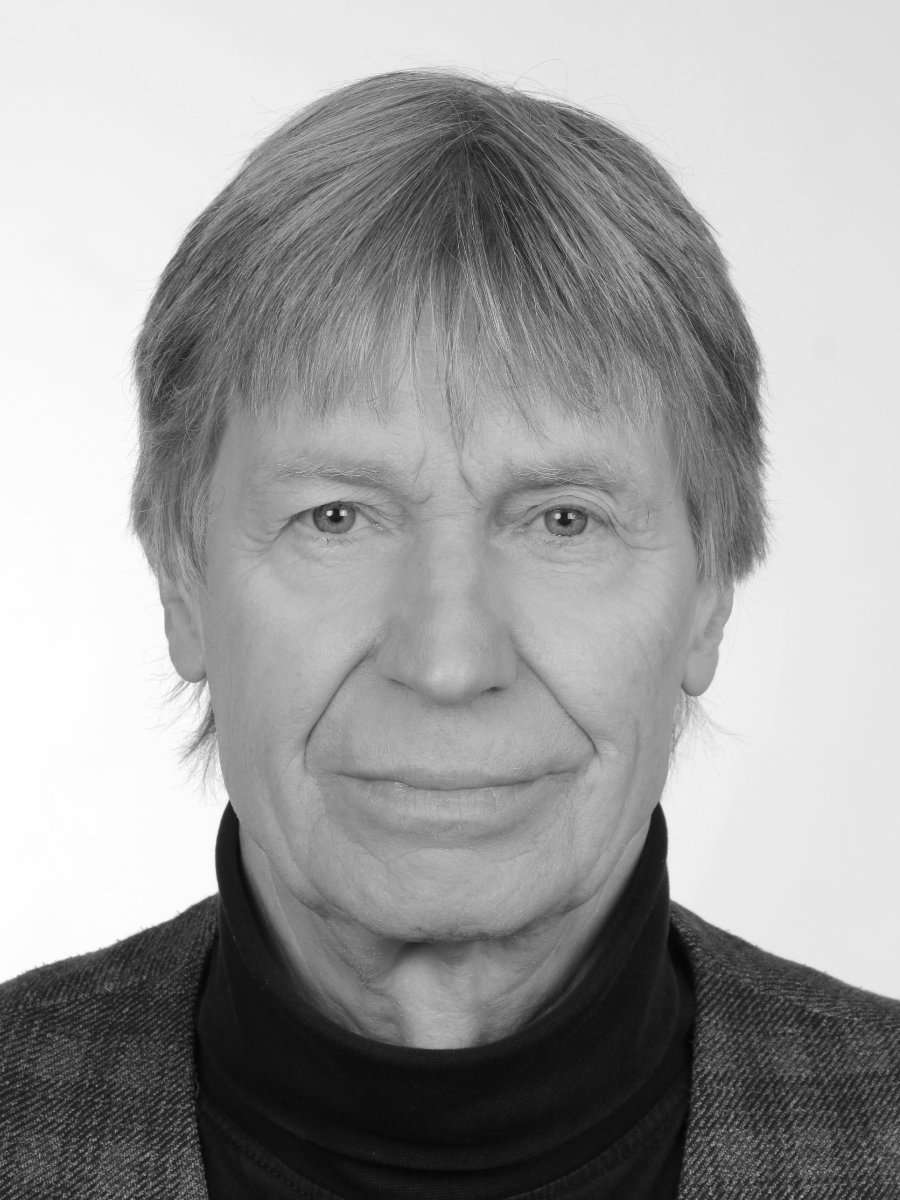
Michael Reicherts (2024)

Michael Reicherts (* 3. August 1950 in Stuttgart) ist ein deutscher Psychologe und Schriftsteller. Er ist emeritierter Professor an der Universität Freiburg (Schweiz), wo er den französischsprachigen Lehrstuhl für Klinische Psychologie innehatte. Zu seinen Arbeitsschwerpunkten gehören die Stress- und Emotionsforschung, die Entwicklung neuer diagnostischer Instrumente sowie Methoden psychologischer Intervention und Beratung (Counseling).

## Biografie
Michael Reicherts ging in Bingen am Rhein zur Schule, wo er am Stefan-George-Gymnasium 1969 sein Abitur machte. Anschließend studierte er in Köln Wirtschaftswissenschaften (Diplom 1975) und in Bonn Psychologie (Diplom 1981). Er war Assistent an den Universitäten Köln, Bonn und Freiburg (Schweiz). Dort promovierte er 1988 zum Dr. phil. und habilitierte sich 1996 für Psychologie. Seit 1992 Lehr- und Forschungsrat an der Universität Genf, erhielt er 1997 einen Ruf als Professor für "Psychologie clinique" an die Universität Freiburg, wo er 2001 zum ordentlichen Professor des gleichnamigen Lehrstuhls ernannt wurde. 2011 wurde er emeritiert. Er war 1999 Gastprofessor an der Universität Genf und lehrte von 2010 bis 2016 als Professor an der Schweizerischen Fernuniversität (UniDistance). Seit 2020 ist er auch schriftstellerisch tätig.
Von Reicherts wurden verschiedene neue Studiengänge auf Master- und Postgraduierten-Niveau im Bereich der Klinischen Psychologie, Gesundheitspsychologie und Psychotherapie (z. B. Master of Science in Clinical and Health Psychology; Certificat en Intervention comportementale et cognitive) – insbesondere in der französischsprachigen Schweiz – mit initiiert und geleitet.
Reicherts wirkte 2002 und 2006 als Präsident des Departements für Psychologie und war von 2002 bis 2003 der erste Präsident der neugeschaffenen Direktoren-Konferenz der Schweizerischen Psychologischen Institute.

## Schriften (Auswahl)
- M. Reicherts: Diagnostik der Belastungsverarbeitung. Neue Zugänge zu Stress-Bewältigungs-Prozessen. Huber, Bern/Freiburg im Üechtland 1988.
- M. Perrez, M. Reicherts: Stress, coping, and health. A situation-behavior approach. Theory, methods, applications. Hogrefe & Huber Publishers, Seattle 1992.
- M. Reicherts, M. Perrez: Fragebogen zum Umgang mit Belastungen im Verlauf. Huber, Bern 1993.
- M. Reicherts: Comment gérer le stress? Le concept des règles cognitivo-comportementales. Editions Universitaires, Fribourg/Suisse 1999.
- M. Reicherts, V. Salamin, C. Maggiori, K. Pauls: The Learning Affect Monitor (LAM) – a computer-based system integrating dimensional and discrete assessment of affective states in daily life. In: European Journal of Psychological Assessment. Band 23, H. 4, 2007, S. 268–277, doi:10.1027/1015-5759.23.4.268.
- M. Reicherts, Ph. A. Genoud, G. Zimmermann (Hrsg.): Emotionale Offenheit. Ein neuer Ansatz in Forschung und Praxis. Huber, Bern 2011. (2012 erschien die französische Fassung des Buches unter dem Titel L’ouverture émotionnelle bei Edition Mardaga, Bruxelles)
- H. Pauls, P. Stockmann, M. Reicherts (Hrsg.): Beratungskompetenzen für die psycho-soziale Fallarbeit. Lambertus, Freiburg im Breisgau 2013.
- S. Haymoz, M. Reicherts: Vivre et réguler ses émotions - Modules d'intervention. Edition ZKS, Coburg 2015. (PDF-Download)
- M. Reicherts, Ph. A. Genoud (Hrsg.): Einzelfallanalysen in der psychosozialen Forschung und Praxis. ZKS-Verlag, Coburg 2015. (PDF-Download)
- M. Reicherts: L’entretien psychologique. De l’approche centrée sur la personne aux interventions ciblées. Edition ZKS, Coburg 2015. (PDF-Download)
- M. Reicherts: Diagnostic d’intervention dans le domaine de l’affectivité. Edition ZKS, Höchberg bei Würzburg 2020. (PDF-Download)
- M. Reicherts: Liebe[n] & Tod[e] - Erzählungen. Königshausen & Neumann, Würzburg 2022. (Buchdetails auf der Verlagsseite)
- M. Reicherts: Stoffwechsel - Roman. Königshausen & Neumann, Würzburg 2023. (Buchdetails auf der Verlagsseite)
- M. Reicherts: Nullstunde - Roman. Königshausen & Neumann, Würzburg 2024. (Buchdetails auf der Verlagsseite)